# Gannia simplex
Gannia simplex är en insektsart som beskrevs av Rauno E. Linnavuori 1969. Gannia simplex ingår i släktet Gannia och familjen dvärgstritar. Inga underarter finns listade i Catalogue of Life.